# Borysthenes acuminatus
Borysthenes acuminatus är en insektsart som beskrevs av Ronald Gordon Fennah 1956. Borysthenes acuminatus ingår i släktet Borysthenes och familjen kilstritar. Inga underarter finns listade i Catalogue of Life.